# St. Redemptor (Klausen)

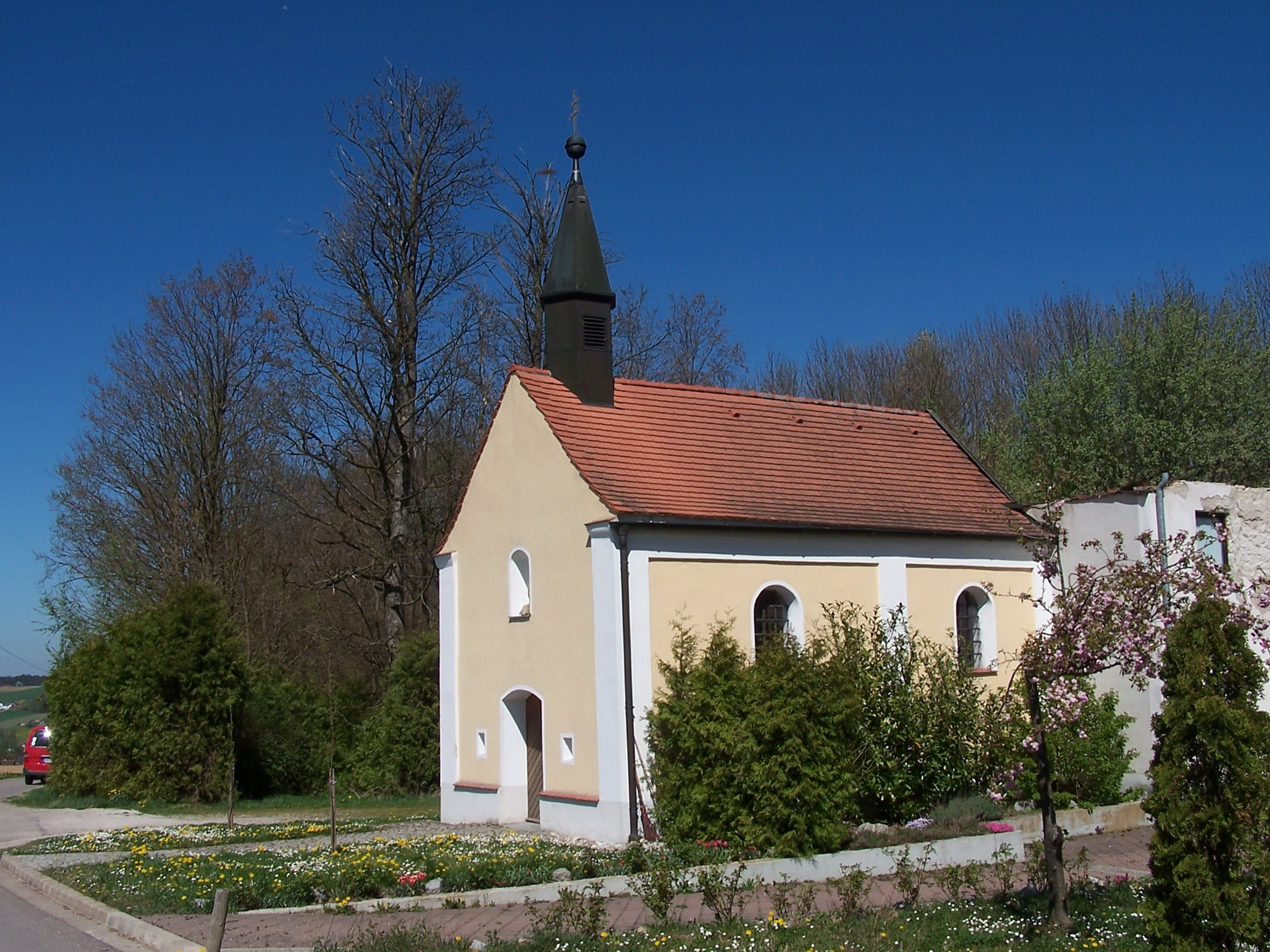
Wallfahrtskirche St. Redemptor in Klausen

Die römisch-katholische Wallfahrtskirche St. Redemptor, auch Klausenkapelle genannt, in Klausen, einem Gemeindeteil der niederbayerischen Gemeinde Mengkofen im Landkreis Dingolfing-Landau, gehört zur Pfarreiengemeinschaft Mengkofen-Tunding mit Hüttenkofen/Puchhausen und zum Dekanat Dingolfing im Bistum Regensburg. Die Kirche liegt etwa 1000 m südöstlich von Schloss Mengkofen. Sie ist als Baudenkmal im Bayernatlas unter der Aktennummer D-2-79-127-49 eingetragen.

## Geschichte
Die Kapelle hat bereits vor 1726 bestanden. Damals wurde aber auf Veranlassung des Hofmarksherrn Franz Adam Josef von Lerchenfeld  eine Klause an die Kapelle angebaut. Als erster Klausner zog ein Heinrich Lanz ein, zuvor Gärtner und Lakai bei der Schlossherrschaft von Mengkofen. Er nahm daraufhin den Namen des Antonius an; die Schlossherrschaft verpflichtete sich, für seinen Unterhalt zu sorgen. Der Eremit wurde oberhirtlich den Franziskanern von Dingolfing unterstellt. 1729 verkaufte die Schlossherrschaft die Klause erbrechtlich um 140 fl. Danach wird der Eremitennovize Gregorius Hofmeister hier angegeben. 1737 lebte hier der weitere Eremitennovize Frater Anuphrius Hilz aus Bernhardswald. 1747 verstarb der Eremit Palemon Fischl mit 39 Jahren. Danach verkaufte die Klause der Altvater der Eremiten in Mallersdorf, Frater Georg Flurl, an den Kooperator Fürg von St. Peter zu Straubing. Nach zwei Jahren folgte hier der Frater Gutwaldus Altendorfer, zuvor Eremit zu Tirschenreuth, nach. 1758 war hier auch noch Frater Hilarius als der jüngere Eremit hier ansässig. 1765 wanderte Frater Gutwaldus nach Aham und die Klause kaufte Frater Antoni Sedlmayer, angehender Eremit. Nach zwei Jahren zog dieser wieder fort und die Erbrechtsklause wurde dem Frater Meinrado Kapflsberger, zuvor Eremit zu Kallmünz, verkauft. 1773 wurde die Klause wieder von der Schlossherrschaft angekauft; der Eremit konnte aber bis 1781 weiter in Mengkofen verbleiben und hat sich dann eine neue Klause Frauenbründl bei Straubing gekauft. Vermutlich wurde die Klause zu einer Villa für die Herrschaft umgebaut, die bei Ausflügen genutzt wurde.  
Im Oktober 1788 benedizierte Graf Karl von Toerring, Domherr und geistlicher Rat, die Wallfahrtskapelle. Zehn Jahre später ist hier wieder der  Eremit Gregori Hofbauer genannt. 1804 wurde die Eremitage im Zuge der Säkularisation aufgelöst, Hofbauer scheint aber weiterhin hier gelebt zu haben. Am Lichtmesstag 1811 verstarb er im Alter von 91 Jahren. Danach zogen Inwohner in die Klause, welche auch die Kapelle betreuten und das Angelusläuten besorgten. Heute sorgt sich der 2003 gegründete Klausenkapellenverein um den Erhalt der
Kapelle.

## Baulichkeit
Die Kapelle ist eine Saalkirche mit nicht eingezogenem Chor und einem aufgesetzten spitzhelmigen Dachreiter, sie wurde um 1785 neu gebaut. Früher war um die Kirche eine Kirchenmauer, diese wurde jedoch wegen der anfallendeb Baulast abgebrochen. Das Kircheninnere ist durch weiße Pilaster vom Gelb der Kirchenwand farblich abgesetzt und gegliedert.

## Innenausstattung
Der Chorraum wird heute durch ein Gitter vom Kirchenschiff getrennt. Der Altar ist in Form eines Rundtempels gestaltet, wobei darin eine Figur von Christus in der Rast aufgestellt ist. Im Altar ist auch ein Altarstein und so können hier auch Messen gelesen werden. Anstelle eines Tabernakels ist hinter Glas eine Abbildung der Schwarze Madonna von Altötting aufgestellt, welche für die heute noch stattfindenden Wallfahrer aus der Oberpfalz, die auf dem Weg nach Altötting sind, ein wichtiger Treffpunkt ist. An den Wänden ist ein Kreuzweg angebracht, der aus dem Oratorium der Kirche von Mengkofen stammt. Links und rechts der Eingangstür stehen zwei Opferstöcke. Die Kirche war reich mit Votivbildern ausgestaltet, die aus der Zeit zwischen 1733 und 1849 stammten; diese wurden 1970 bei einem Einbruch gestohlen; nur eines konnte 1987 bei einer Auktion in Hamburg sichergestellt werden und befindet sich heute im Pfarrhof von Mengkofen.